# سلامت در فرانسه

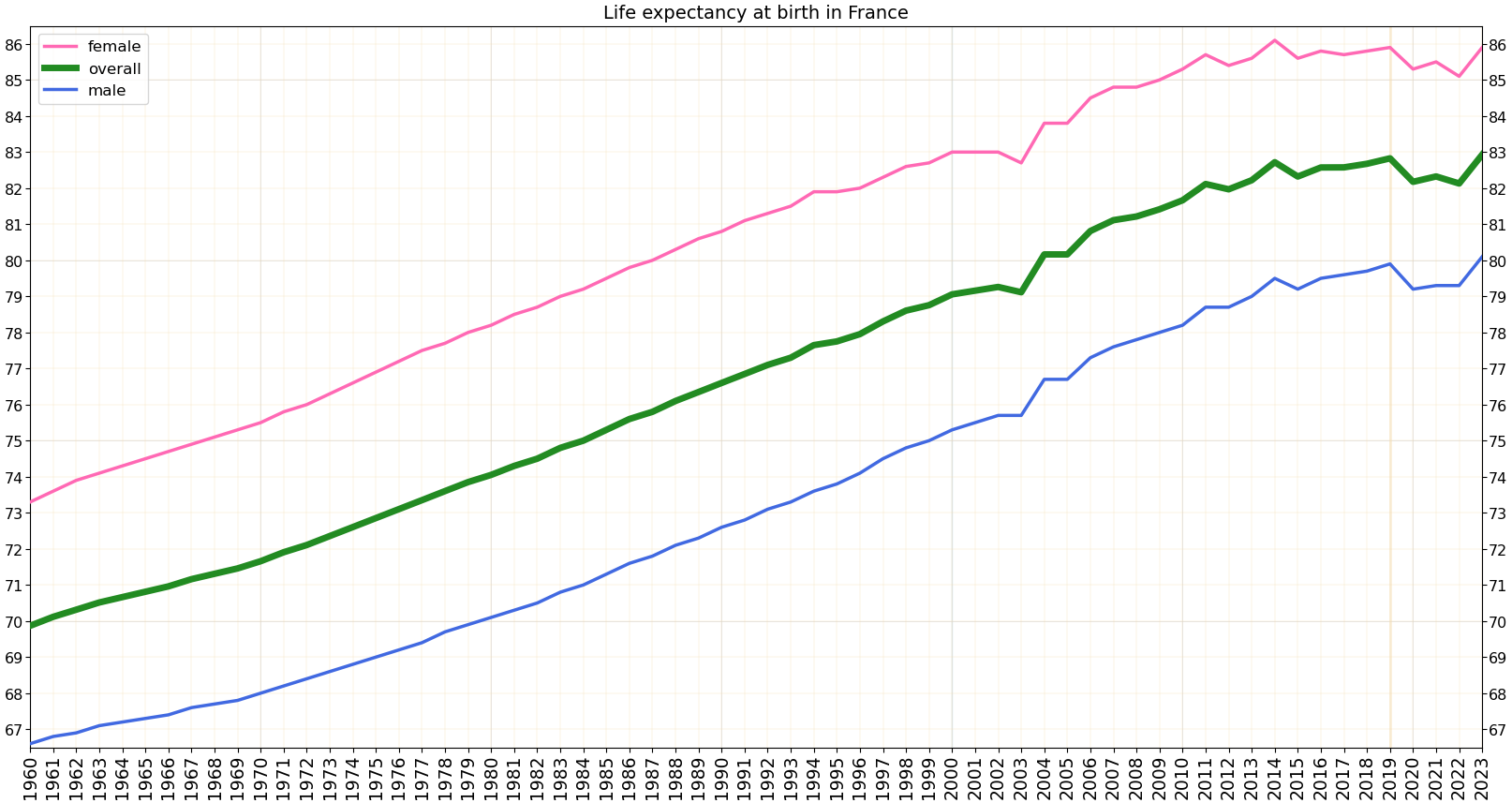
متوسط طول عمر در بدو تولد در فرانسه

بهداشت در فرانسه به وضعیت کلی سلامت و بهداشت جمعیت فرانسه و مواردی مانند نرخ مرگ‌ومیر، سلامت روان، و آمار خودکشی می‌پردازد.
در سال ۲۰۰۸، نرخ متوسط طول عمر، ۸۱ سال بود. طبق گزارش جدیدی در حوزه سرمایه انسانی، که از ۱۹۵ کشور در طول سالهای ۱۹۹۰ تا ۲۰۱۶ انجام شد و در سپتامبر ۲۰۱۸ در نشریه لنست به چاپ رسید، فرانسه جایگاه نهم را در میان بیشترین درصد سرمایه انسانی داشت؛ و برای سنین ۲۰ تا ۶۴ سال، ۲۵ سال سلامت، آموزش و یادگیری سازگار شده پیش‌بینی شد.

## چاقی
به طور کلی فرانسه در زمره لاغرترین کشور‌های اروپایی یا کشور‌های توسعه یافته قرار دارد. فرانسه جایگاه ۱۲۸ در میان چاق‌ترین کشورها دارد  و مدت طولانی هست که آشپزی فرانسوی به علت فواید سلامتی آن مورد مطالعه قرار گرفته هست.
با اینحال در سال‌های اخیر، چاقی مکررا به عنوان عارضه بزرگ جسمانی فرانسه مطرح می‌شود؛ پیش از این تنها در برنامه‌های تلویزیونی یا مجلات زنانه به چاقی اشاره می‌شد، ولی اکنون در سطح‌ حکومتی به مشکل چاقی پرداخته می‌شود.

## بهداشت عمومی

### تاریخچه
جمهوری سوم فرانسه در زمینه توسعه بهداشت عمومی از امپراتوری آلمان و بریتانیای کبیر عقب‌تر بود. درحالیکه کشور آلمان دستورالعمل‌های دقیقی در حوزه بهداشت و آسایشگاه‌های عمومی به کار گرفته بود، فرانسه حل این مشکلات را به پخش خصوصی واگذار کرد که موجب شد نرخ مرگ‌ومیر به شدت بالا برود‌‌.  مردم فرانسه، به ویژه جوانان، از شیوع بیماری سل وحشت داشتند.
حرفه پزشکی به طرز شدیدی انحصاری بود و فعالان بهداشتی‌ به اندازه آلمان، بریتانیا یا ایالات‌متحده متشکل یا مؤثر نبودند.
در طول دهه ۱۸۸۰، کشمکش طولانی‌ برای به تصویب رساندن قانون بهداشت عمومی در جریان بود؛ که طبق آن  خدمات بهداشت عمومی به رسمیت شناخته می‌شد، ثبت و قرنطینه بیماری‌های عفونی اجباری می‌شد و به کاستی‌های قانون بهداشت و مسکن ۱۸۵۰ رسیدگی می‌شد. بااینحال چنین اصلاحاتی با منافع دولتمردان و پزشکان در تعارض بود؛ بنابراین تصویب این قانون برای ۲۰ سال تأخیر یافت. درنهایت دولت فرانسه در سال ۱۹۰۲ قانون بهداشت عمومی را به تصویب رساند تا بیماری‌های عفونی با کاهش نفرات ارتش و جمعیت کشور، امنیت ملی را به خطر نیندازد.

### خدمات بهداشتی
نظام خدمات بهداشتی فرانسه پوشش همگانی دارد و عمدتا توسط دولت (بیمه سلامت ملی ) تأمین مالی می‌شود. طبق ارزیابی سازمان بهداشت جهانی،‌ در میان دوهزار نظام خدمات بهداشتی، فرانسه بهترین ارائه‌دهنده خدمات بهداشتی عمومی در جهان شمرده می‌شود.